# SS Deutschland (1900)
O SS Deutschland foi um navio de passageiros alemão operador pela Hamburg-Amerika Linie e construídos pelos estaleiros da AG Vulcan Stettin em Estetino. Sua construção começou em 1899 e ele foi lançado ao mar em janeiro de 1900, realizando sua viagem inaugural um ano depois.
O Deutschland conquistou a Flâmula Azul de travessia transatlântica mais rápida logo ao entrar em serviço, porém problemas de vibração diminuíram o número das vendas de passagens e o navio virou um fracasso financeiro. Ele perdeu a Flâmula Azul em 1902 para o SS Kronprinz Wilhelm, porém a reconquistou no ano seguinte e a manteve até a estreia do RMS Lusitania em 1907. O Deutschland foi retirado do serviço em 1910 e passou por várias reformas, dentre elas a troca de seus motores a fim de resolver os problemas de vibração.
Ele foi rebatizado de SS Viktoria Luise e transformado em um navio de cruzeiro para as Índias Ocidentais, Mediterrâneo e Escandinávia, ganhando popularidade e sendo considerado um dos melhores cruzeiros do mundo. A Primeira Guerra Mundial começou em 1914 e o Viktoria Luise permaneceu inutilizado até o fim das hostilidades em 1918, também sendo a única embarcação comercial alemã a não ser entregue aos aliados como compensação de guerra.
Ele voltou ao serviço, porém em 1921 passou por uma nova reforma para virar um navio de imigrantes, teve duas de suas chaminés retiradas e foi rebatizado de SS Hansa. Os Estados Unidos acabaram endurecendo suas leis de imigração após a guerra e assim a embarcação nunca mostrou-se satisfatória em seu novo papel. Ele foi aposentado e vendido como sucata em 1925, em seguida sendo desmontado.